# Alof de Wignacourt
Alof de Wignacourt, född 1547 och död 14 september 1622, var en stormästare för johanniterorden.
De Wignacourts styrestid präglades av hans uppförande av Wignacourttornen, sju försvarstorn längs Maltas kust av vilka fem finns kvar idag. Han lät också bygga en akvedukt som ledde vatten från platån ovanför Rabat till Valletta. Hans paradrustning finns bevarad och är en av skatterna i palatsrustkammaren i Valletta. Han var beskyddare av målaren Caravaggio.